# Loaga
Loaga är en ort i Burkina Faso.   Den ligger i regionen Centre-Ouest, i den centrala delen av landet, 60 km väster om huvudstaden Ouagadougou. Loaga ligger 328 meter över havet och antalet invånare är 4 873.
Terrängen runt Loaga är platt, och sluttar österut. Närmaste större samhälle är Nandiala, 15,5 km nordväst om Loaga.
Omgivningarna runt Loaga är en mosaik av jordbruksmark och naturlig växtlighet. Runt Loaga är det ganska tätbefolkat, med 100 invånare per kvadratkilometer.